# Barnabé Nzilavo
Barnabé Nzilavo, est un homme politique centrafricain, maire de Bangui à trois reprises pendant la période 1966 à 1978. 

## Politique et Maire de Bangui
Parmi les sept cofondateurs du MESAN, il est élu trésorier lors de l’assemblée générale constitutive du 28 septembre 1949. Sous le régime Bokassa, il est maire de Bangui pendant trois mandats : du 20 mai 1966 au 7 août 1968, du 9 août 1972 au 11 février 1974 et enfin du 18 octobre 1977 au 20 février 1978.

## Juriste
Il est conseiller à la cour criminelle de Bangui en 1960, puis membre du Conseil supérieur de la Magistrature jusqu’en 1970. 